# Hot Pants (groupe)
Pour l’article homonyme, voir Hot pants.
Hot Pants est un groupe de rock français. Il est l'un des premiers groupes auquel Manu Chao et son batteur et cousin Santi ont participé.

## Biographie
Un premier groupe, Joint de Culasse, se forme au début des années 1980, avec un répertoire surtout composé de standards de rock américain des années 50, et un album de reprises en 1982 : Superboum Rock and Roll (Force Records). Mais il a une existence éphémère. Les Hot Pants sont formés en 1984 des cendres de ce groupe où officiaient déjà Manu Chao, Santiago Casariego et Jean-Marc Despeignes. Le nom du groupe est tiré d'une chanson de James Brown qui portait ce titre. Chao décidera de former ce groupe après des vacances en Espagne. Margot Cassila fait aussi partie des Hot Pants en concert où elle partageait le chant avec Manu.
Mélangeant le rockabilly, le punk rock et les sonorités latines, les Hot Pants préfigurent déjà de manière plus minimaliste, ce que sera la Mano Negra avec des chansons en anglais et en espagnol. D'ailleurs, le groupe compose certains titres qui seront plus tard intégrés dans le répertoire scénique de la Mano Negra ou de Manu Chao comme Junky Beat (paru en 1986 sur le LP Loco Mosquito, et interprétés sur scène sur l'album live paru en 1992, In The Hell of Patchinko) ou comme So Many Nites, dont certaines paroles et la musique vont donner Merry Blues (paru sur l'album Proxima Estacion: Esperanza). En 1984, ils enregistrent même sur une cassette démo le titre Mala Vida qui sera par la suite un titre phare de la Mano Negra.
En 1985, ils sortent le 45 tours, So Many Nites (face B : Lover Alone). Le LP Loco Mosquito (All or Nothing 1986) est réédité en CD en 2000 (enrichi d'un inédit).

## Membres
- Manu Chao - guitare/chant
- Pascal Borne (1959-2014) - guitare
- Jean-Marc Despeignes - basse
- Santiago Casariego - batterie
- Margot Cassila - chœurs / chant
- Ronan Gourvès - Manager